# Battaglia di Ravenna (432)
La battaglia di Ravenna, anche nota come battaglia di Rimini fu uno scontro tra forze dell'Impero romano avvenuto nel 432. A capo dei due eserciti erano i due più forti ed influenti capi militari dell'epoca, Ezio e il comes Bonifacio. Bonifacio vinse la battaglia, ma fu ferito e morì pochi giorni dopo, lasciando campo a Ezio.
Nel 430, Ezio fece giustiziare dall'esercito il Magister Utriusque Militiae Flavius Constantius Felix, poiché stava presumibilmente complottando contro Ezio. Secondo Wijnendaele, Ezio fu attirato a confrontarsi con Bonifazio venendo nominato console nel 432, dove fu deposto e Bonifazio nominato da Galla Placidia . Ezio e Bonifazio lasciarono quindi la corte di Ravenna, radunarono i loro bucellarii e si incontrarono a cinque miglia romane fuori Rimini . Ezio aveva portato le sue truppe dall'Occidente dove aveva intenzione di affrontare gli Svevi, mentre Bonifazio aveva portato parte delle sue truppe dall'Africa, molto probabilmente composte dai suoi bucellarii personali e dalle truppe italiane locali.  Presumibilmente, Ezio aveva una lancia più lunga e la utilizzò per trafiggere Bonifazio in combattimento personale durante la battaglia. Bonifazio, sebbene vittorioso, fu ferito a morte durante la battaglia e morì diversi mesi dopo.  Gli successe il genero Sebastiano, che cercò di far assassinare Ezio in pensione. Ezio fuggì dagli Unni e tornò probabilmente con un grande esercito di Unni. Sebastiano, che era impopolare con l'esercito e la corte, fu esiliato e Ezio divenne rapidamente il gestore de facto dell'Impero romano d'Occidente.